# Body suit (tatuaje)

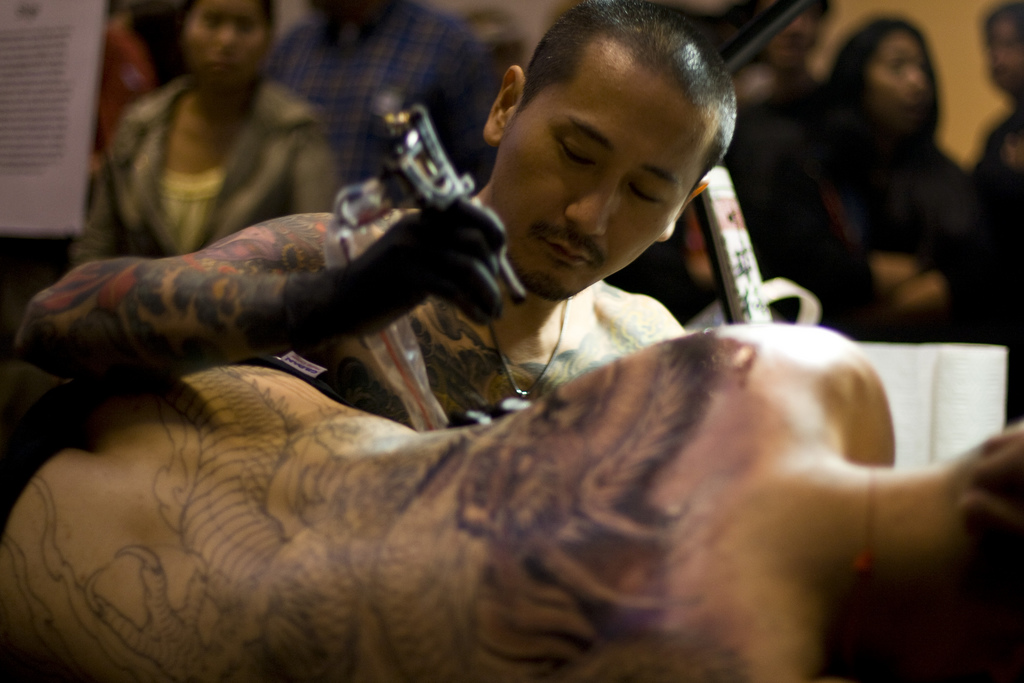
Artista aplicando un tatuaje en todo el cuerpo.

El body suit es un tipo de tatuaje extensivo que se aplica en todo el cuerpo y que generalmente sigue un mismo patrón. Suele asociarse a todo tipo de eventos y presentaciones freak show (espectáculos de fenómenos), así como a los tradicionales tatuajes japoneses (Irezumi).
En algunos casos, los tatuajes poseen un significado cultural y tradicional, algunos representados en ritos, matrimonios o en una denominación social.

## Full Sleeve
Un 'full sleeve' (= 'manga completa') es un tatuaje que cubre un brazo.

## Camuflaje
Los tatuajes pueden ser utilizados para camuflar cicatrices.

## Backpiece
Un 'backpiece' es un tatuaje que cubre una espalda, por una buena parte o completamente. Un 'backpiece' puede formar parte de un 'full body suit'.

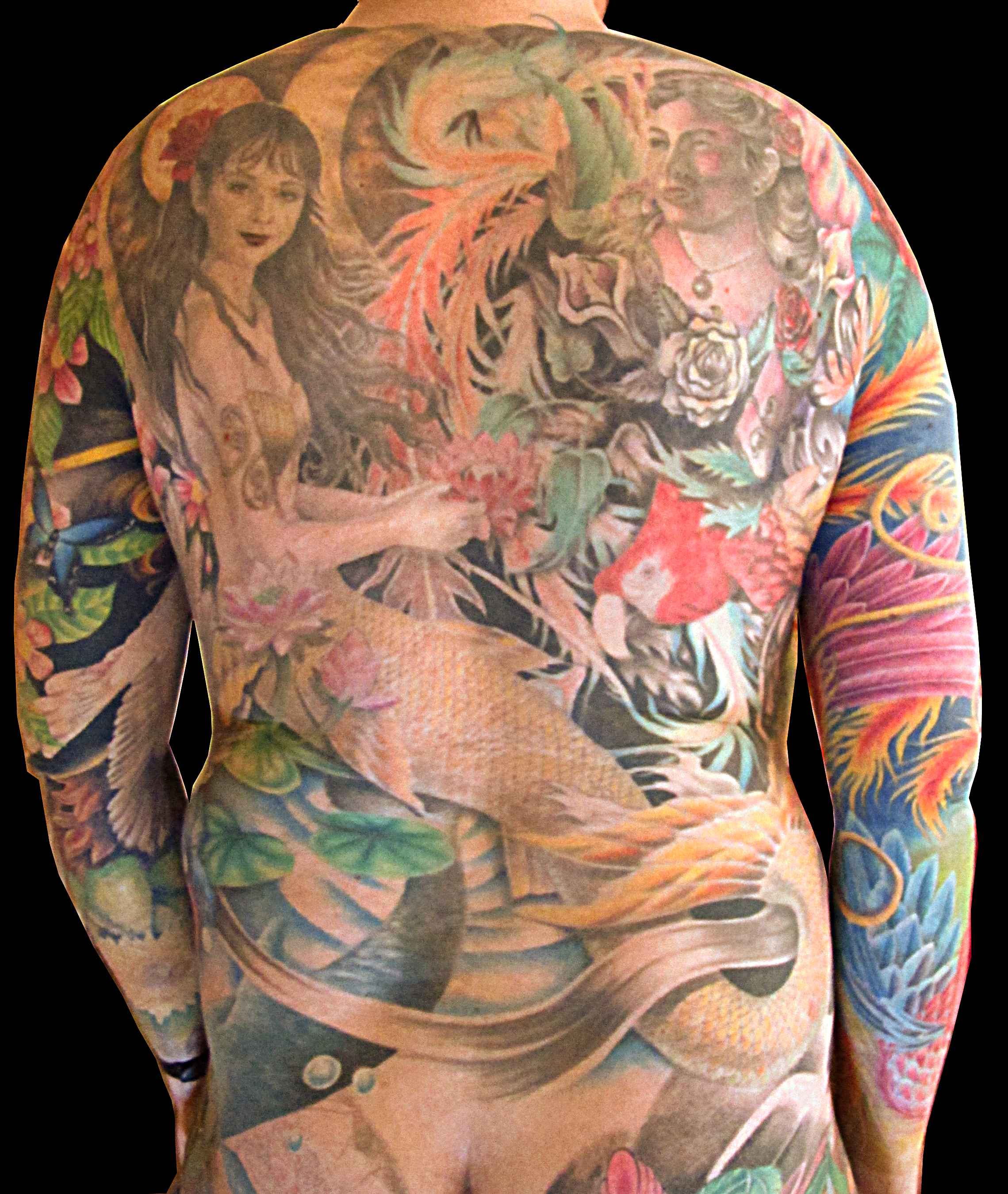
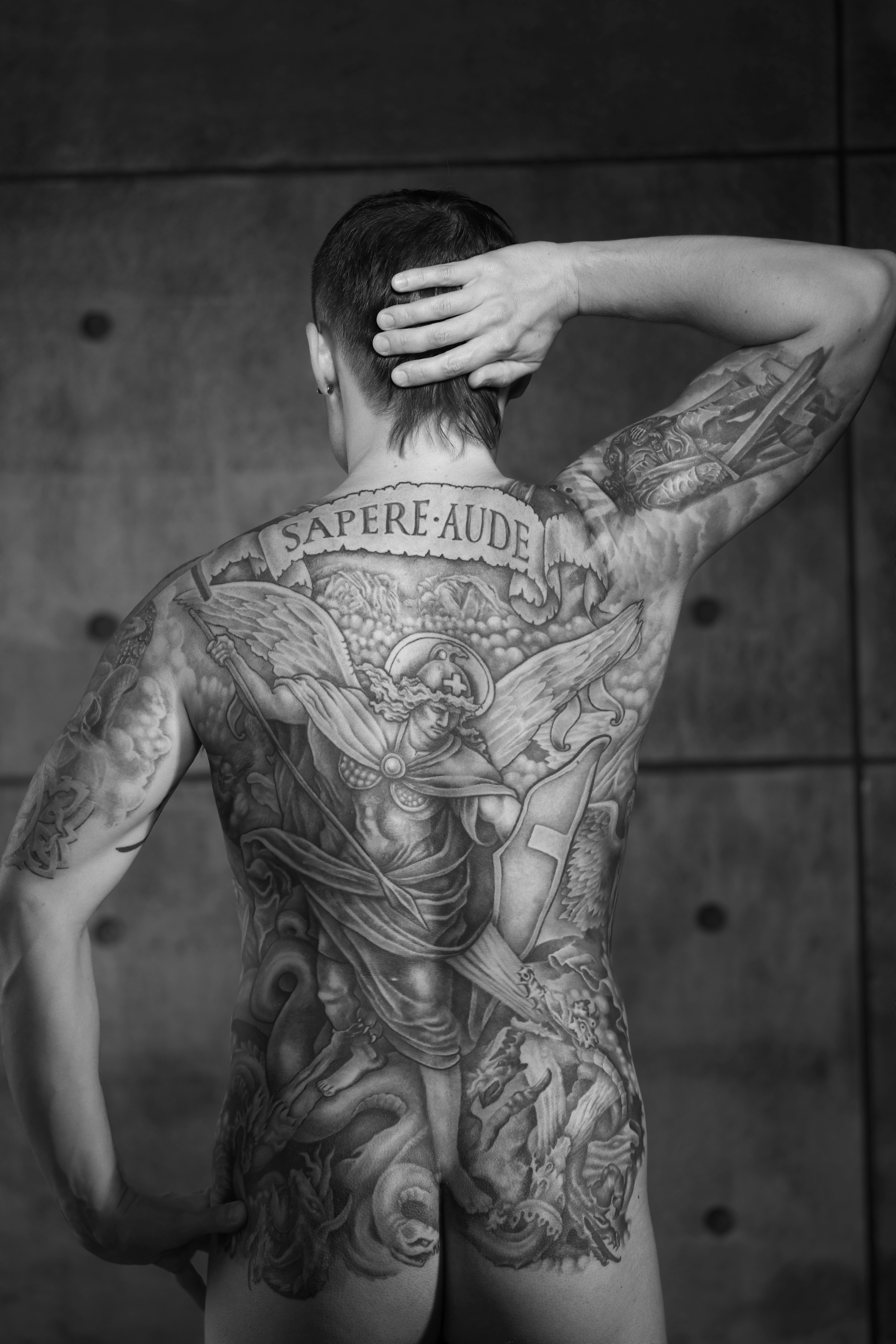
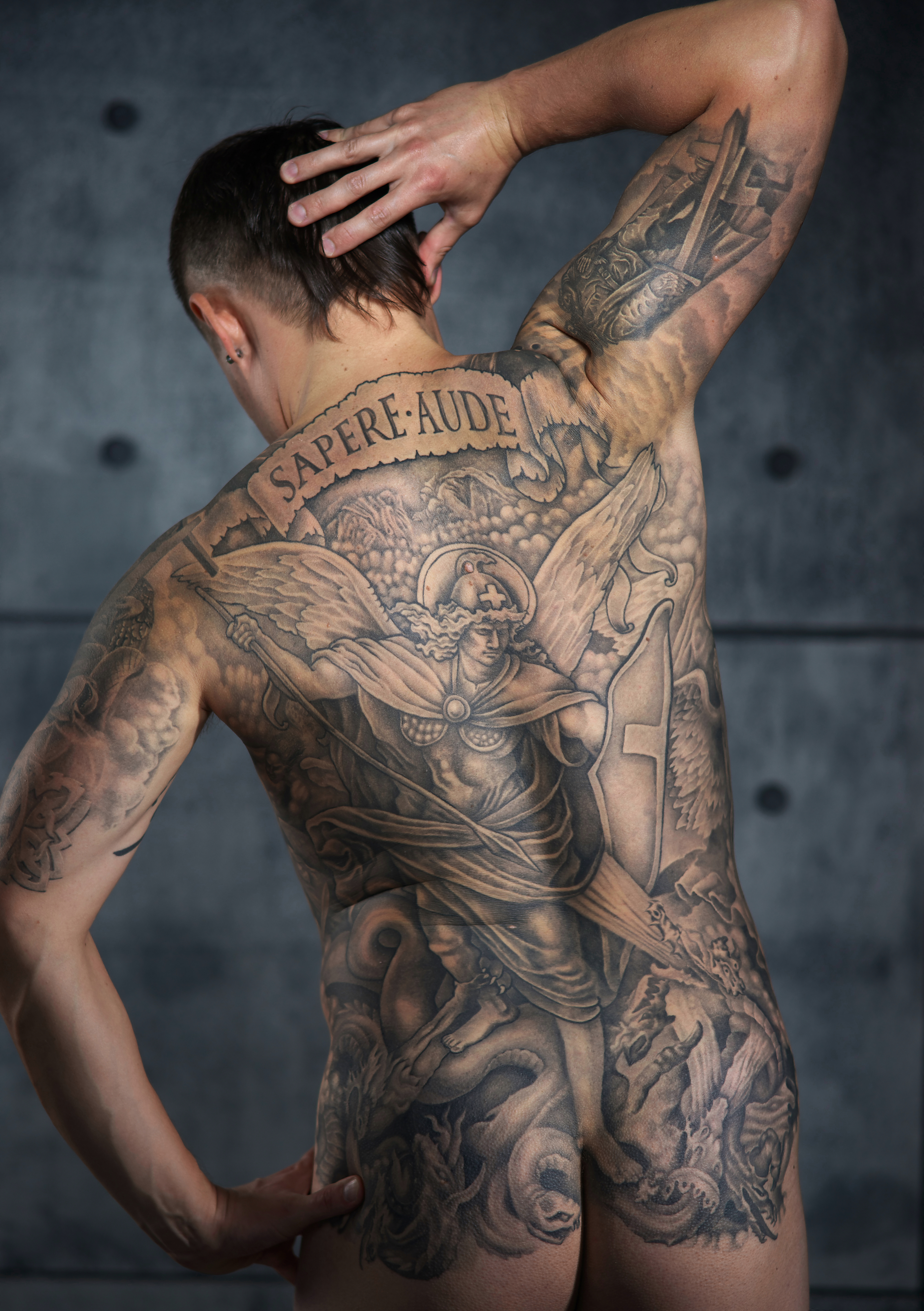
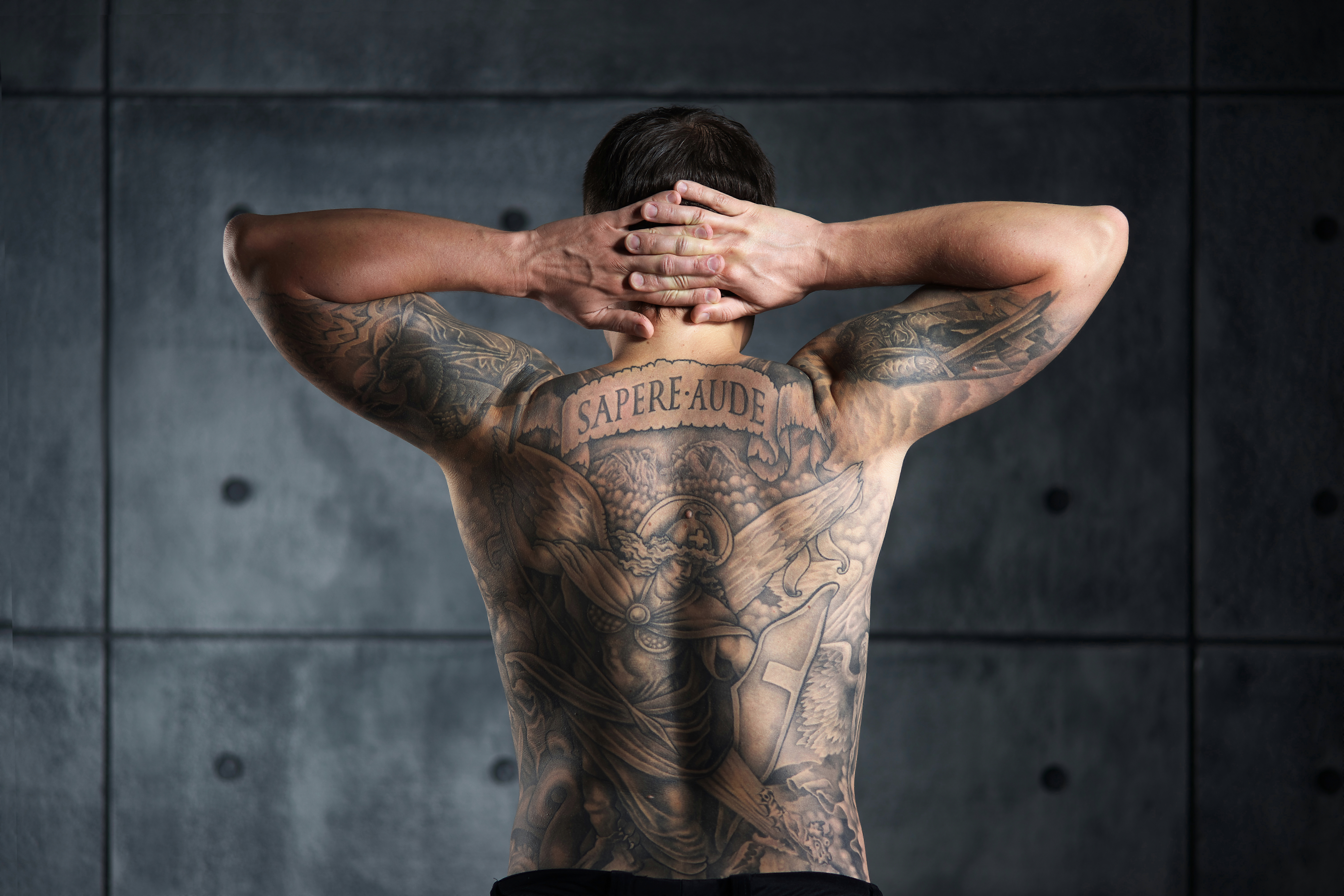
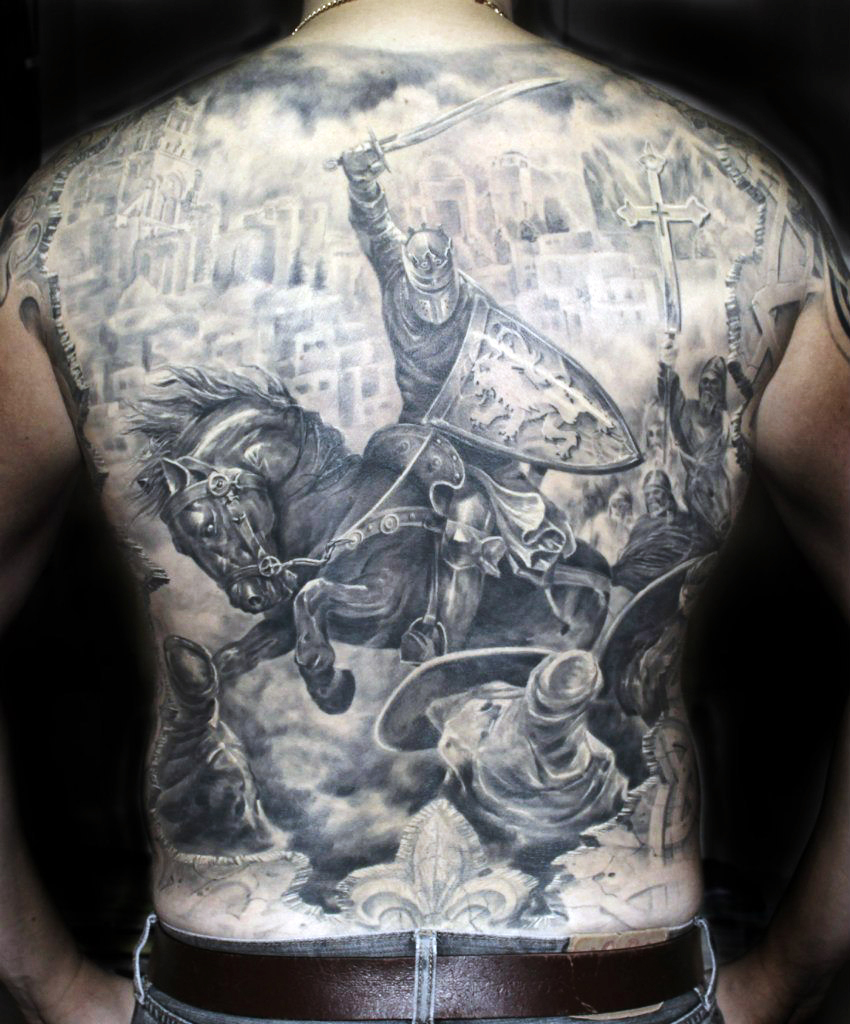
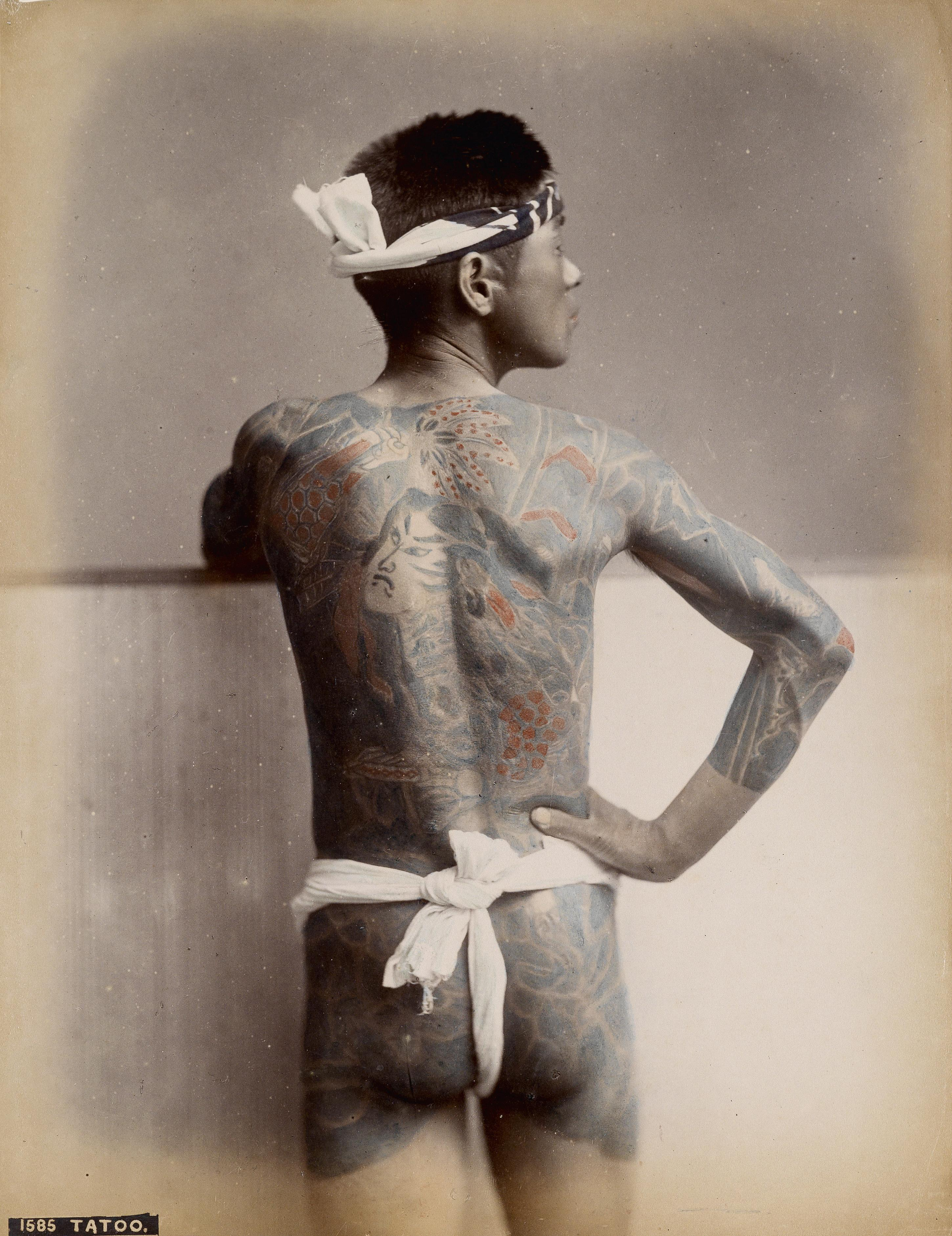

## Personas destacadas
Personas reconocidas en el medio artístico:
- Horace Ridler (El Hombre Cebra)[4]
- Matt Gone (El Hombre Ajedrez)[5]
- Katzen[6]
- The Enigma (Paul Lawrence)[7]
- The Lizardman (Erik Sprague)[8]
- Stalking Cat (Dennis Avner)[9]
- Lucky Diamond Rich (Gregory Paul McLaren)[10]
- Julia Gnuse (La Dama Ilustrada)[11]
- Leopard Man (Tom Woodbridge)[12]
- Rick Genest† (Zombie Boy)[13]
- Isobel Varley[14]
- María José Cristerna (La Mujer Vampiro)[15]
- Yoko Uki Archivado el 17 de enero de 2016 en Wayback Machine. - la primera mujer con un body suit entero tatuado por Shige, el artista japonés reconocido. Solamente su cara, su cuello y sus manos no están tatuados.